# Lamourouxia multifida
Lamourouxia multifida är en snyltrotsväxtart som beskrevs av Carl Sigismund Kunth. Lamourouxia multifida ingår i släktet Lamourouxia och familjen snyltrotsväxter. Inga underarter finns listade i Catalogue of Life.